# Canto Bight
Canto Bight a Csillagok háborúja univerzumában a Cantonica bolygó fővárosa. Sokan kaszinóvárosnak nevezik, mivel sok kaszinónak ad otthont. Ezen kívül versenypályák is vannak.

## Leírása
A Canto Bight a Cantonica bolygó fővárosa. A város szélén található a Cantonica Tenger, ami a galaxis egyik legnagyobb mesterséges óceánja. A Canto Bight híres volt a gazdag turistákról, a szerencsejátékról, és a lovasversenyekről is. Habár ezek a versenypályák voltak a legnagyobbak a bolygón. Ezeket a versenyeket fathierekkel  szokták megnyerni. Őket gyermekmunkásokkal szokták etetni. A Canto Bighti Rendőrség volt a város rendvédelmi szervezete.

### Látnivalók
- Kék fal
- Raduli kávézó
- Canto Bight Piazza
- Canto Bight Rendőrkapitányság
- Canto Bight versenypálya
- Canto Bight űrkikötő
- Canto kaszinó
- Coruscant Hotel és kaszinó
- Klangs hely
- Régi város

## Élővilága
Habár élővilágáról nem ismert. De Canto Bight várost, több értelmes faj lakja.

## Történelme
|  | Alább a cselekmény részletei következnek! |

Canto Bight idegenforgalmi és szerencsejáték célpont volt a Cantonica külvilági világában , amely a vállalati szektornak nevezett vállalati része volt.
Valamikor a galaxis egyik híres csempésze, Lando Calrissian egy kártyajátékot játszott egy kaszinóban, egy Brushaun nevezetű fickóval. Brushaun elvesztette a kétezer kreditett, mert Lando megnyerte a játszmát.
A Galaktikus Polgárháború alatt Canto Bight már a legrészletesebb kaszinónak nevezték, amit egyes emberek maguk köré tettek. Az Első Rend és az Ellenállás között háborúban a két ellenálló Finn, Rose Tico és BB-8 a Canto Bight kaszinóvárosban jöttek, hogy egy kódtörő mestert keressenek, aki le tudja kapcsolni a nyomkövető rendszert az Első Rend vezérhajóráról a Supremacyról.
Keresték a kódtörőt, és sikerült is megtalálniuk, de a rendőrök letartóztatták egy közlekedési szabálysértés miatt. Emiatt a rendőr kapitányságra vitték őket és bebörtönözték. Itt találkoztak Dj-el, és felajánlotta nekik hogy beviszi őket Snoke hajójára. De amikor DJ kijutott a börtönből ők is megszöktek. Szerencsére BB-8 ekkor jutott be a rendőrségre és megkötözte a rendőröket.
DJ és BB-8 sikeresen elloptak egy luxushajót. Rose és Finn a fathierek istállójában kötöttek ki. Itt találkoztak Temiri Blaggel. Elsősorban megijedt tőlük, de amikor hallotta, hogy az Ellenállástól jöttek, kiszabadította a fathiereket. A fathierekkel megszöktek a városon keresztül. Közben a rendőrök üldözőbe vették őket. Finn és Rose megmenekült és a Libertine nevű luxushajóval elhagyták a Cantonicát.
|  | Itt a vége a cselekmény részletezésének! |

## Megjelenése

### A filmekben
Csillagok háborúja VIII: Az utolsó Jedik

### Könyvekben
- Star Wars: Az utolsó Jedik – Bővitett Kiadás
- Saladin Ahmed, Rae Carson, Mira Grant, John Jackson Miller: Canto Bight
- Ken Liu: Luke Skywalker legendái "első megjelenés"
- Star Wars: Az utolsó Jedik – Junior regény
- Daniel José: Utolsó lövés
- Star Wars: Az utolsó Jedik – Finn és Roes titkos küldetése

## Forgatási körülmények
Az utolsó Jedikben a Canto Bight kaszinó város jeleneteit a horvátországi Dubvronikban vették fel. A kaszinó jeleneteket a dubvroniki szórakozó helyen vették fel.

## A háttér mögött
A Canto Bight Az utolsó Jedik számára készült el. Rian Johnson egy Monte Carloi városnak képzelte el a várost, ahol sok kaszinó és szerencsejátékos van. A Csillagok háborúja részeit: Az utolsó jedik (Canto Bight jeleneteket) 2016 márciusában Dubrovnikban forgatták. A Finn és Rose című Canto Bight futásfelvételeket a Stradun város főutcáján forgatták. Eredetileg a Canto Bight látvány terveket Ralph McQuarrie tervezte még a Jabba, a hutt tervezése alatt.

## További információ
Képek az interneten a városról